# Brachycercus harrisella
Brachycercus harrisella is een haft uit de familie Caenidae. De wetenschappelijke naam van de soort is voor het eerst geldig gepubliceerd in 1834 door Curtis.
De soort komt voor in het Nearctisch gebied en het Palearctisch gebied.